# Ramon Tanner
Ramon Tanner (* 28. August 1999 in Waldstatt) ist ein Schweizer Eishockeyspieler, der seit Juli 2025 beim HC Lugano aus der Schweizer National League (NL) unter Vertrag steht und dort auf der Position des Centers spielt. Zuvor war Tanner insgesamt sieben Spielzeiten für den EHC Biel in derselben Liga aktiv.

## Karriere
Tanner begann seine Karriere im Nachwuchs des SC Herisau und besuchte die Sportschule Appenzellerland. Im Sommer 2012 wechselte er in die Nachwuchsabteilung des HC Davos und debütierte während der Saison 2017/18 für den HCD in der National League, bevor er zum Spieljahr 2018/19 zum Ligakonkurrenten EHC Biel stiess. Dort wurde der Mittelstürmer in seinen ersten beiden Jahren hauptsächlich auf Leihbasis beim HC La Chaux-de-Fonds in der Swiss League eingesetzt.
Erst im Verlauf der Saison 2020/21 gelang es ihm, sich in Biel als Stammspieler zu etablieren. In der Folge wurde Tanner im Frühjahr 2023 Vizemeister mit dem EHC Biel. Im Verlauf des Spieljahres 2023/24 kam der Angreifer – abermals per Leihgeschäft – bei Biels Ligakonkurrenten SCL Tigers zu einigen Einsätzen. Nach der Spielzeit 2024/25 verliess er den EHC Biel nach insgesamt sieben Jahren und wechselte innerhalb der Nationalliga zum HC Lugano.

### International
Tanner kam ab der Saison 2014/15 in den Juniorennationalteams der Swiss Ice Hockey Federation zu Einsätzen. Später nahm er am Ivan Hlinka Memorial Tournament 2016 und der U20-Junioren-Weltmeisterschaft 2019, die die Eidgenossen auf dem vierten Rang abschlossen, teil.

## Erfolge und Auszeichnungen
- 2023 Schweizer Vizemeister mit dem EHC Biel

## Karrierestatistik
Stand: Ende der Saison 2024/25

### International
Vertrat die Schweiz bei:
- Ivan Hlinka Memorial Tournament 2016
- U20-Junioren-Weltmeisterschaft 2019

(Legende zur Spielerstatistik: Sp oder GP = absolvierte Spiele; T oder G = erzielte Tore; V oder A = erzielte Assists; Pkt oder Pts = erzielte Scorerpunkte; SM oder PIM = erhaltene Strafminuten; +/− = Plus/Minus-Bilanz; PP = erzielte Überzahltore; SH = erzielte Unterzahltore; GW = erzielte Siegtore; 1 Play-downs/Relegation; Kursiv: Statistik nicht vollständig)